# František Martinek
František Martinek (20. října 1930 – 3. srpna 2016, Strážnice) byl politický vězeň komunistického režimu, spoluvězeň a blízký přítel brigádního generála Josefa Brykse, se kterým sdílel vězeňskou celu v pracovně-nápravném táboře při jáchymovském uranovém dole Rovnost v Ostrově nad Ohří. Po smrti svého přítele odmítal přijmout oficiální zprávu o příčině smrti. Oficiální oznámenou verzí je zpráva sepsaná kapitánem Kolářem (zástupce náčelníka Správy táborů), ve které uvádí, že Josef Bryks zemřel na infarkt v noci z 11. na 12. srpna 1957. Avšak podle Františka Martinka byl Bryks nejdříve ráno (to jest 11. srpna 1957) záměrně oddělen od své pracovní skupiny a následně zabit. Když se Martinek s ostatními vrátil do své cely, nalezli již jen bezvládně ležící přikryté Bryksovo tělo, jež podle jeho názoru neslo známky udušení. V tom viděl Martinek cílenou likvidaci.
StB evidovala a pozorovala Františka Martinka, jako nepohodlnou osobu, od data 1. 4. 1965 pod archivujícím útvarem S StB Brno. Je však pravděpodobné, že jej sledovala již mnohem dříve.
František Martinek kvůli svému třídnímu původu (rodina masarykovských idejí, statkáři a zemědělci) nemohl studovat, chtěl se stát letcem a v pozdějším věku aspiroval k zájmu o architekturu a stavitelství. Byl vyučen tesařem. Po návratu z Jáchymovska pracoval zejména na stavbách velkých budov, současně se ztrátou čestných práv občanských (tzv. bývalí lidé). Ve své vile ve Strážnici, na jejímž návrhu se podílel, si vytvořil ručně vyřezávané dřevěné artefakty a taktéž unikátní dřevěný kazetový strop. Po roce 1989 získal malý statek za Strážnicí, kde také bydlel a věnoval se chovu dobytka, koní a studiu historie. Zabýval se také dílem Karla Klostermanna.
Jeho strýcem byl československý legionář desátník Jan Martinek, který padl u Jekatěrinburgu, kde je rovněž pochován. Jeho vnukem je filosof a kněz Filip Gorazd Martinek (*1993).